# Незабишево
Незабишево (пол. Niezabyszewo) — село в Польщі, у гміні Битів Битівського повіту Поморського воєводства.
Населення — 849 осіб (2011).
У 1975-1998 роках село належало до Слупського воєводства.

## Демографія
Демографічна структура станом на 31 березня 2011 року:
|          | Загалом | Допрацездатний вік | Працездатний вік | Постпрацездатний вік |
| -------- | ------- | ------------------ | ---------------- | -------------------- |
| Чоловіки | 410     | 109                | 277              | 24                   |
| Жінки    | 439     | 111                | 271              | 57                   |
| Разом    | 849     | 220                | 548              | 81                   |